# K.k. Polytechnisches Institut

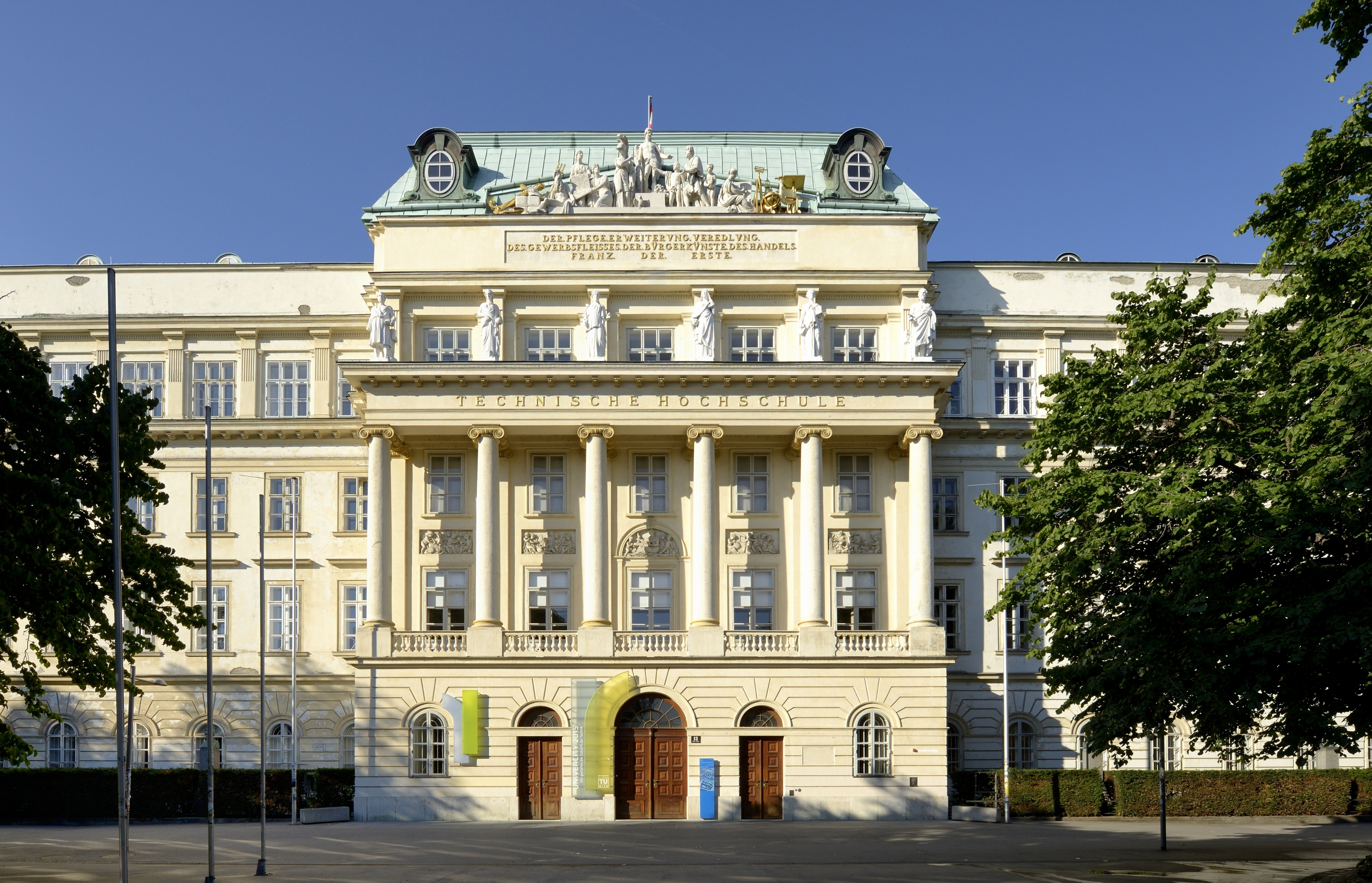
Das k.k. polytechnische Institut am Karlsplatz. Jetzt Hauptgebäude der Technischen Universität Wien

Das k.k. Polytechnische Institut in Wien wurde 1815 von Kaiser Franz I. von Österreich gegründet. Aus diesem Institut ist später die heutige Technische Universität Wien hervorgegangen. Das Gebäude steht unter Denkmalschutz. Von 1847 bis 1857 diente es auch als Sitz der Österreichischen Akademie der Wissenschaften.

## Geschichte

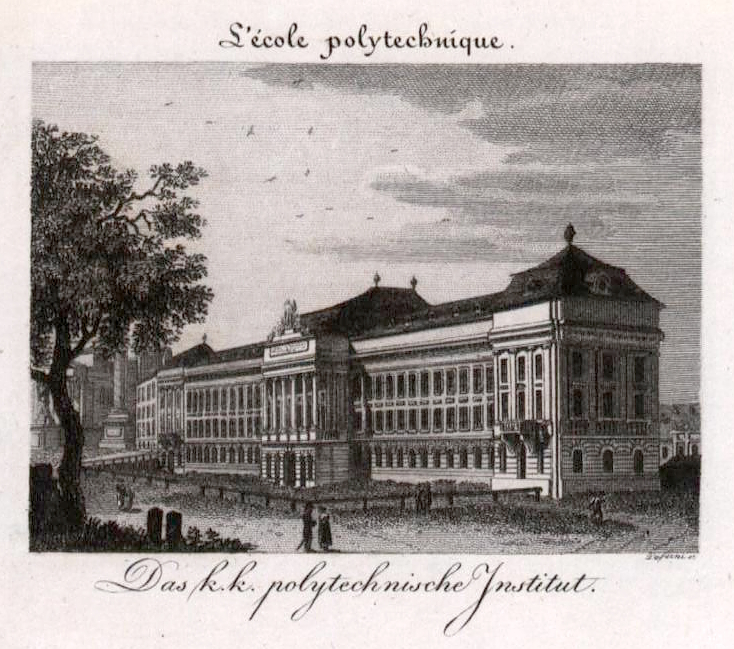
k.k. Polytechnisches Institut, ca. 1823

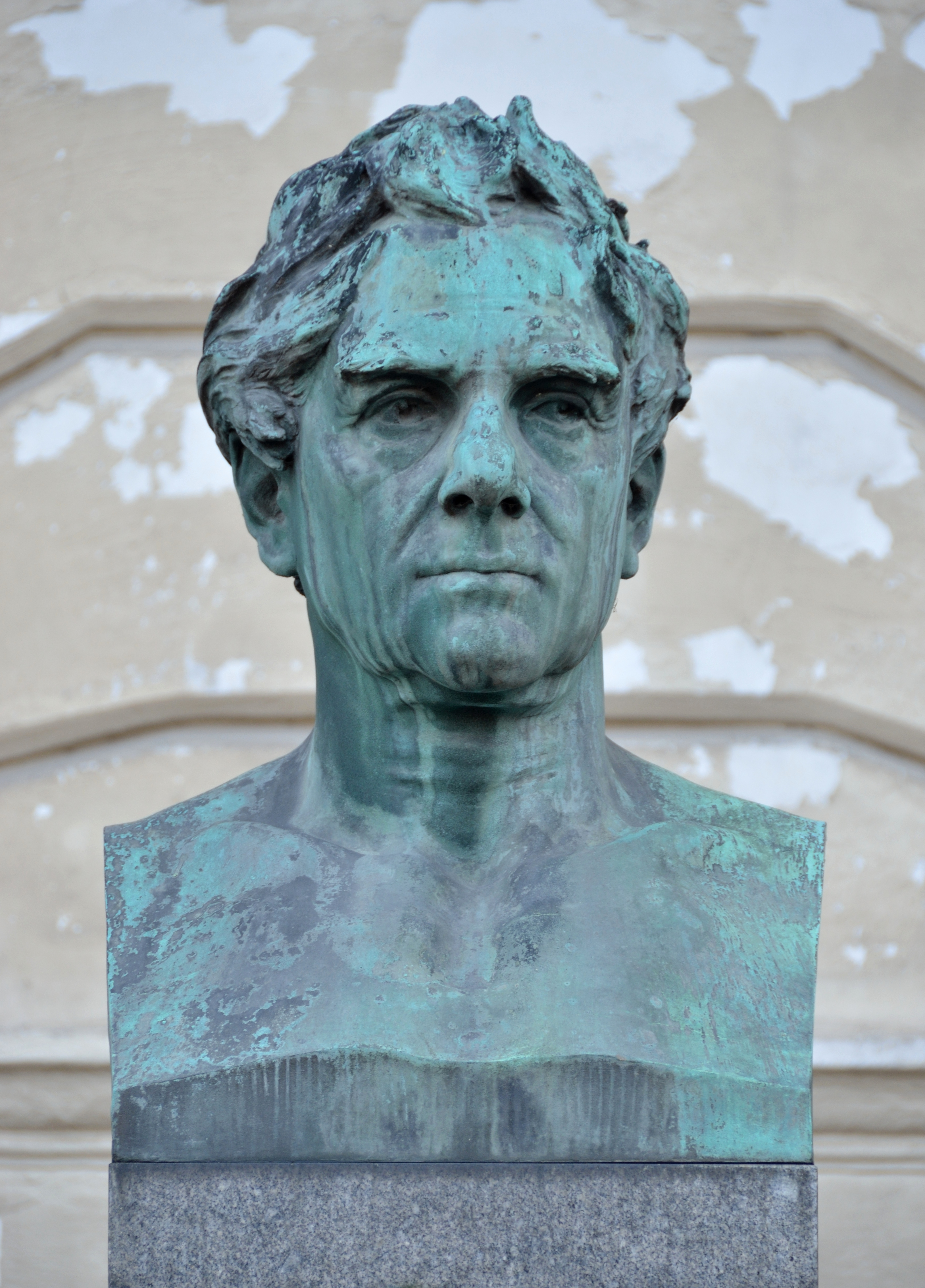
Büste von Johann Joseph von Prechtl

Im April 1805 beauftragte Kaiser Franz I. von Österreich die Studienhofkommission mit der Erstellung eines Gutachtens zur Errichtung eines Wiener Polytechnischen Institutes. Johann Joseph von Prechtl wurde im März 1810 die Anfertigung eines Organisations- und Studienplanes übertragen. 1815 wurde Prechtl zum Direktor des geplanten Instituts bestellt.
Als Vorbild für das Institut gilt die 1795 in Paris errichtete École polytechnique. Das Institut wurde seinerseits zum Vorbild für die Gründung der polytechnischen Schulen in Karlsruhe (1825) und Hannover (1831).
Bei der Eröffnung am 6. November 1815 war das Institut noch in den bestehenden Räumen auf dem Baugrund des geplanten Neubaus untergebracht. Drei der ursprünglich geplanten acht Professoren unterrichteten 47 Studierende. Die Übersiedlung in das neue Haus erfolgte im Herbst 1818.
Die auf Prechtls Vorschlägen beruhende Verfassung des polytechnischen Institutes umfasste neben der technischen Lehranstalt mit wissenschaftlichem Anspruch ein Konservatorium für Wissenschaft und Künste (Schausammlung) und als dritten Aspekt einen Verein zur Förderung der Nationalindustrie. Den Grundstock für das k. k. National-Fabriks-Produktenkabinett bildete die dem Institut 1815 geschenkte Fabriksproduktensammlung von Kaiser Franz I. Ein großer Teil dieser Sammlung wurde 1912 als Dauerleihgabe an das Technische Museum übergeben.
Das Institut war auch in die Ereignisse der Revolutionsjahre 1848/49 involviert. Hörer und Professoren bildeten ein Techniker-Corps in der Akademischen Legion. Im März 1848 wurde der Vorlesungsbetrieb eingestellt und im Oktober 1849 wieder aufgenommen. Nach der Anklage und Verurteilung von Studenten und Assistenten wegen Hochverrats galt das Institut als politisch unzuverlässig und erhielt von 1852 bis 1858 eine militärische Leitung.
Im Oktober 1865 wurde von Kaiser Franz Joseph I. ein neues Organisationsstatut festgelegt. Es wurde ab sofort nicht mehr von der Regierung ein Direktor ernannt, sondern von den Professoren ein Rektor aus ihren Reihen gewählt. Erster gewählter Rektor wurde 1866 Josef Philipp Herr. Die Matura wurde als Voraussetzung für das Studium eingeführt und gleichzeitig eine zunächst noch freiwillige Abschlussprüfung etabliert.
Im April 1872 wurde das Institut zur Technischen Hochschule. Das 1875 eingeführte Organisationsstatut blieb bis 1945 in Kraft. Als Abschluss des Studiums wurde 1878 die Staatsprüfung festgelegt. Der Titel Dr. techn. durfte ab 1901 durch die Hochschule verliehen werden. Am 22. Februar 1902 fand die erste Promotion statt.
Während des Ersten Weltkrieges sank die Hörerzahl, und auch Lehrpersonal fehlte aufgrund von Dienstverpflichtungen. Im März 1917 wurde einem Wunsch der Professoren stattgegeben und der Ingenieurstitel gesetzlich unter Schutz gestellt. Nach Kriegsende verlor die Hochschule durch den Zerfall der Monarchie einen wesentlichen Teil ihres Einzugsbereiches.
Ab April 1919 wurde Frauen die Inskription in den technischen Studienrichtungen gestattet.

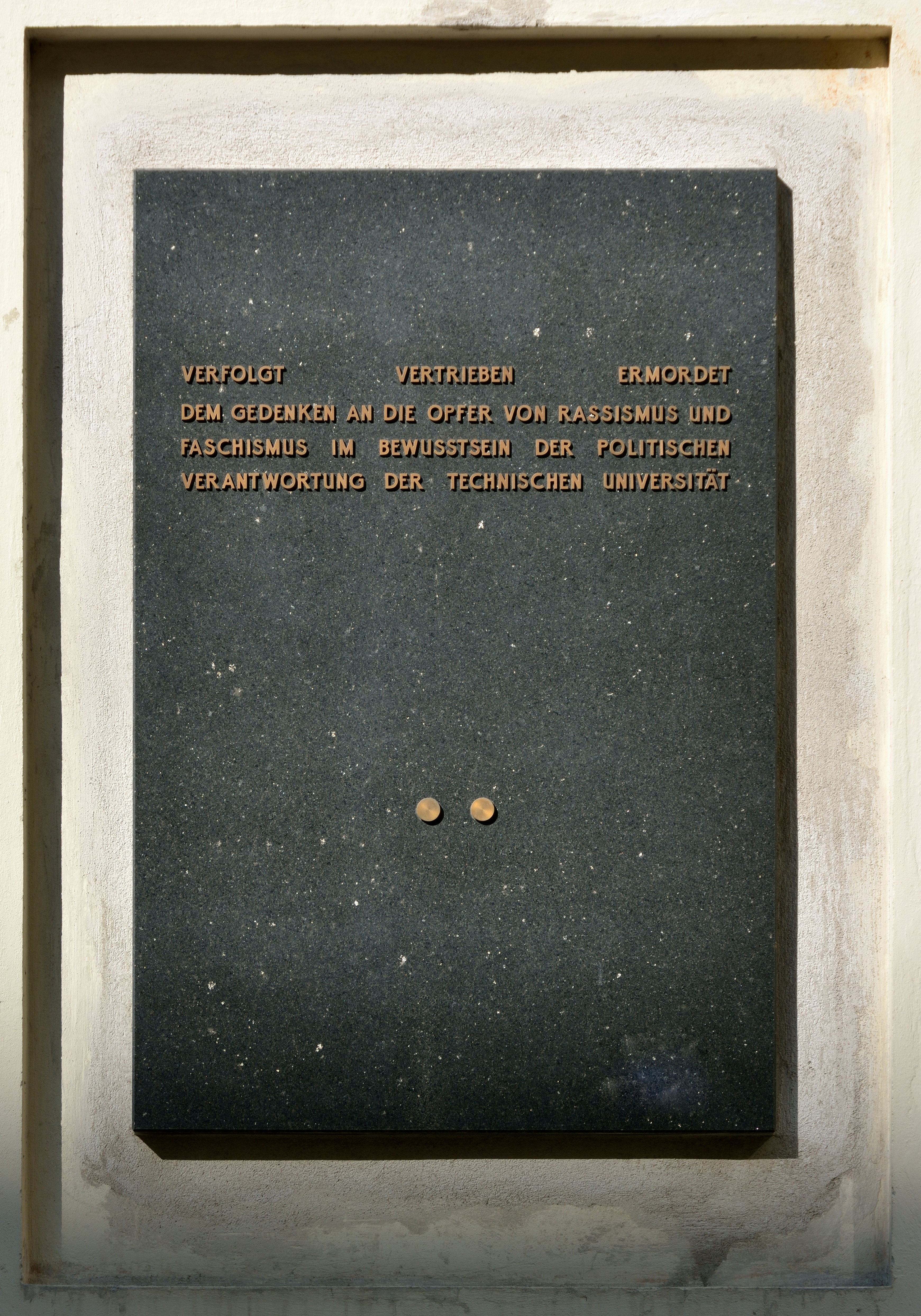
Gedenktafel an die Opfer von Rassismus und Faschismus im Hof der TU Wien

Nach dem Einmarsch der Nationalsozialisten im März 1938 traten Rektor Karl Holey und Prorektor Friedrich Böck von ihren Ämtern zurück. Zwei Dekane, 13 Professoren und zwei Assistenten wurden durch Nationalsozialisten ersetzt. 11 Privatdozenten und 7 Honorardozenten wurde die Lehrbefugnis aberkannt, und drei Lektoren und Lehrer traten ebenfalls von ihren Ämtern zurück. Ebenso wurde jüdischen Studenten die Weiterführung des Studiums und ab Oktober 1938 auch das Betreten des Hauses verboten. Der bisher verliehene Titel "Ing." wurde durch die Einführung der reichsdeutschen Studienvorschriften in "Dipl.-Ing." und "Dr. techn." in "Dr. Ing." geändert.
Nach dem Ende des Zweiten Weltkrieges wurden 41 der 56 Professoren als politisch belastet entlassen und 55 Studierende des Wintersemesters 1945/46 aus demselben Grund vom Studium ausgeschlossen. Viele der Professoren kehrten allerdings später wieder an die Hochschule zurück.
Durch das im Oktober 1975 in Kraft getretene neue Universitätsorganisationsgesetz wurde die Technische Hochschule in Technische Universität umbenannt. Mit dem Inkrafttreten des Universitätsgesetzes 2002 erlangte die TU Wien ab Jänner 2004 die Vollrechtsfähigkeit. Die Universität wird seither von einem Rektor oder einer Rektorin und vier Vizerektoren gemeinsam mit dem neu geschaffenen Universitätsrat geleitet. Die Satzung der Universität und den Wahlvorschlag für die Rektorin bzw. den Rektor erstellt der Senat.

## Gebäude

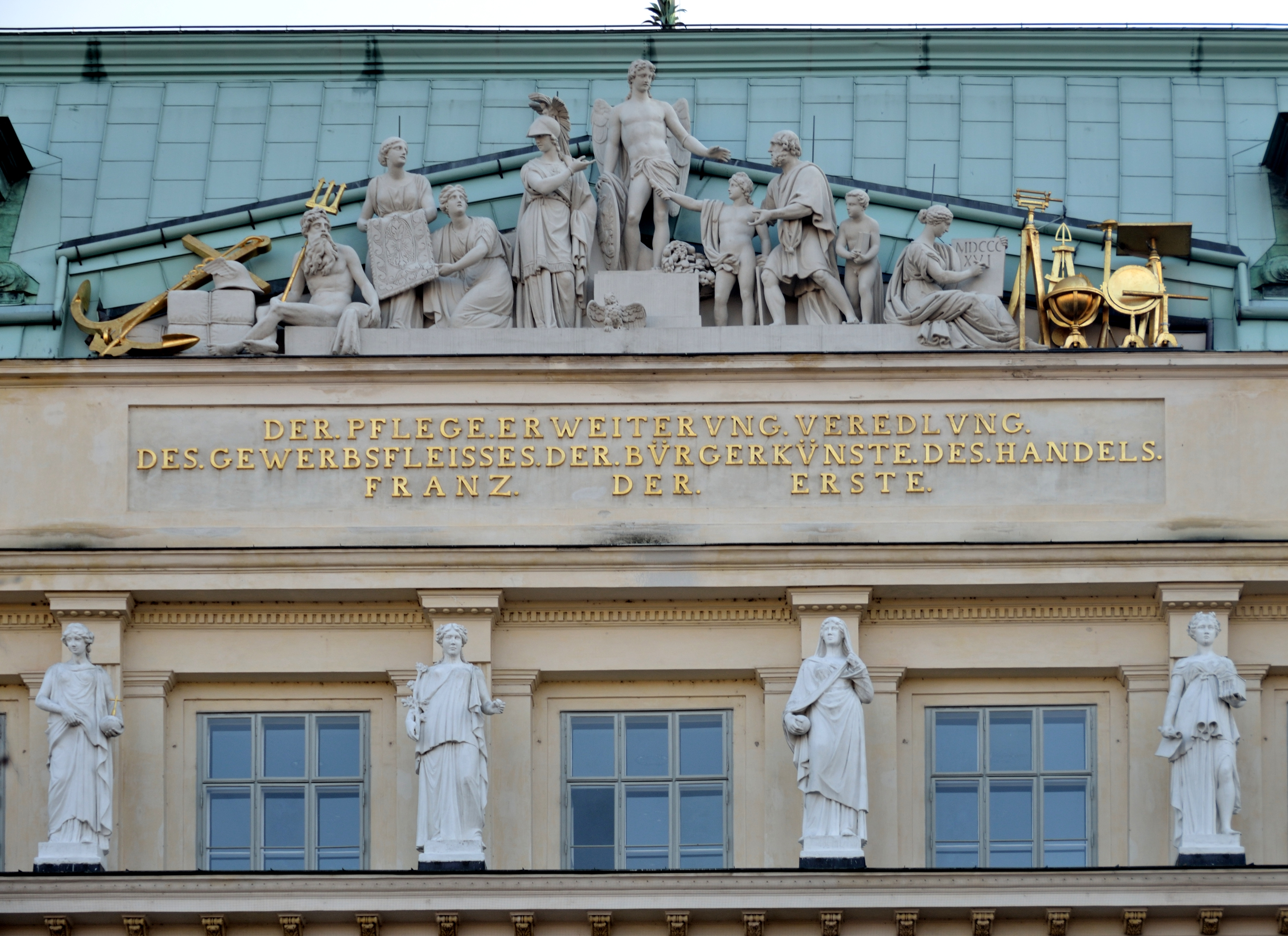
Giebel mit allegorischen Darstellungen

Der von Andreas Fischer und Joseph Schemerl von Leythenbach geplante klassizistische Bau der Hochschule am Karlsplatz hat eine langgestreckte Fassade mit vorgelagerten freistehenden Säulen zur Betonung des Mittelrisalits. Die im Giebel angeordneten allegorischen Darstellungen des Genius von Österreich, Minervas mit den Symbolen von Handel und Industrie, der Geschichte sowie eines Vaters der seine Söhne dem Genius empfiehlt, wurden von Joseph Klieber in den Jahren 1816–1818 geschaffen. Der Festsaal wurde 1842 nach Plänen von Peter von Nobile fertiggestellt.
Während der Revolutionsjahre 1848/49 wurde der Vorlesungsbetrieb eingestellt und vorübergehend Soldaten im Gebäude einquartiert. Bis zum Abzug der Soldaten im Herbst 1849 entstanden große Schäden am Gebäude, aber auch am Inventar.
Die Erweiterung des Gebäudes um ein drittes Geschoß erfolgte in den Jahren 1897/98. Der Anbau des Seitentraktes zur Karlsgasse entstand 1907–1909.
Während des Ersten Weltkrieges wurde ein Teil der Räumlichkeiten als Kriegshilfsspital genutzt. Auch viele der Labors wurden für militärische Forschungen verwendet.
Der immer größer werdende Raumbedarf führte 1934/35 zur weiteren Aufstockung des Gebäudes.

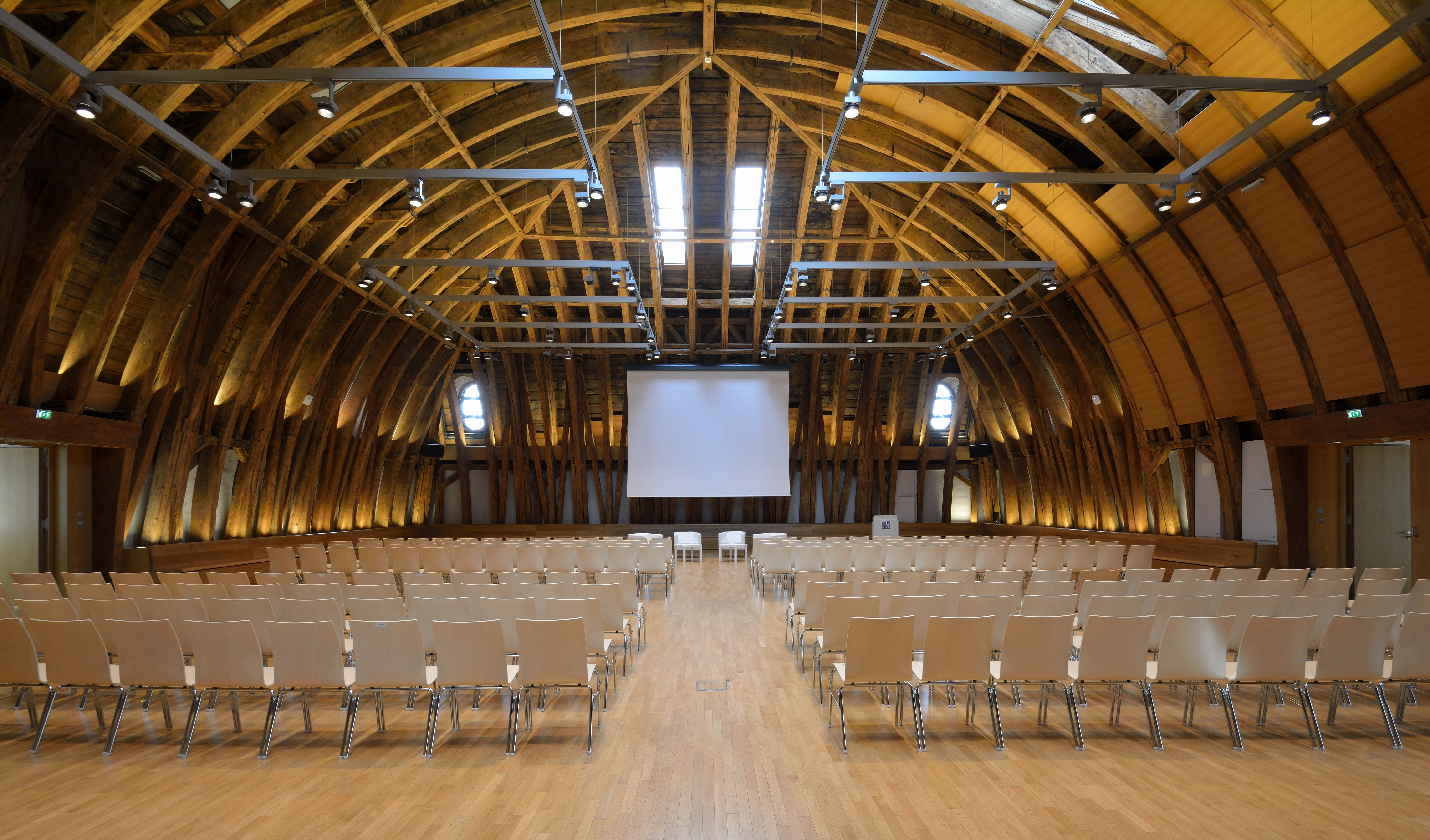
Kuppelsaal nach der Renovierung (2014)

In den Jahren 2008 und 2009 wurden der Mittelrisalit renoviert und der Kuppelsaal als Hörsaal nutzbar gemacht. Die Aula im Erdgeschoß wurde durch Einbeziehung der beiden seitlichen, mit Gewölben gedeckten Räume vergrößert. Im ersten Stock wurden gegenüber dem Festsaal Büroräume zu einem offenen Foyerbereich umgebaut.
Im vierten Stock wurde der Kuppelsaal durch die Entfernung der Einbauten aus den 1950er Jahren zu einem 240 Personen fassenden Vortrags- und Veranstaltungsraum umgestaltet, mit einer Grundfläche von 25 × 22 Metern und einer Höhe von 10 Metern (in der Mitte). Die Holzkonstruktion des Kuppelsaals aus De L’Ormschen Sichtbogenbindern mit aufgesetztem Mansardendach wurde freigelegt und gibt dem Raum jetzt wieder seine ursprüngliche Wirkung.
Im Sommer und Herbst 2014 wurden von der Bundesimmobiliengesellschaft in Abstimmung mit dem Bundesdenkmalamt die Fassade und die Fenster saniert. Die Arbeiten erstreckten sich auf den Haupttrakt und den Resseltrakt. An der Fassade wurden der Verputz und die Verblechungen der Simse und der Fensterbänke ausgebessert bzw. erneuert. Die Fenstersanierung wurde aus Gründen des Denkmalschutzes baugleich mit dem Bestand ausgeführt.

## Sonstiges
- Am Friedhof, der vor der Errichtung des Gebäudes an dieser Stelle war, wurde am 28. Juli 1741 Antonio Vivaldi begraben.
- In diesem Gebäude wurde am 24. Oktober 1844 der spätere Wiener Bürgermeister Karl Lueger geboren.
- Zu den Absolventen zählt der spätere Komponist und Musiker Josef Strauss.

## Bildergalerie

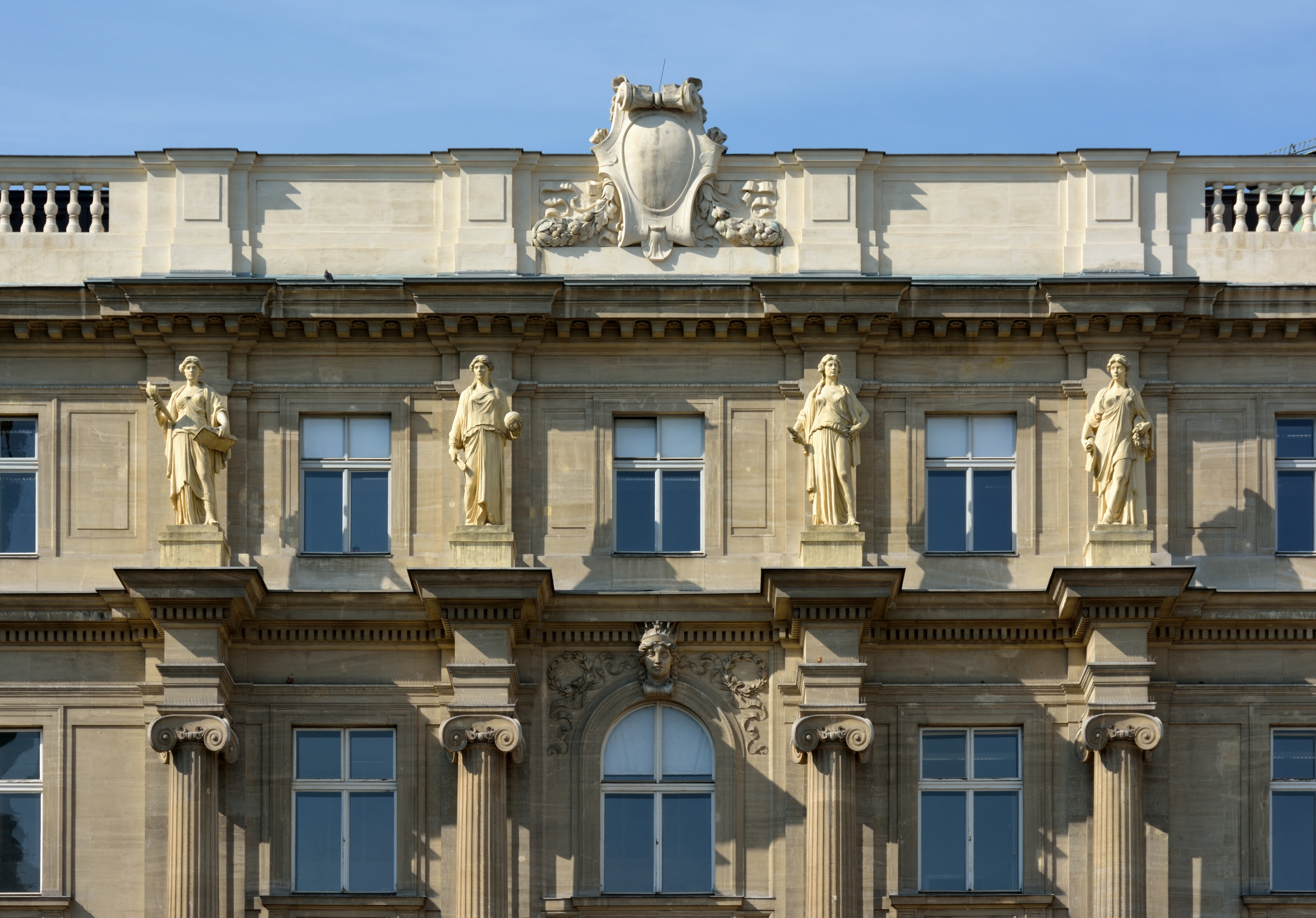
Seitentrakt zur Karlsgasse
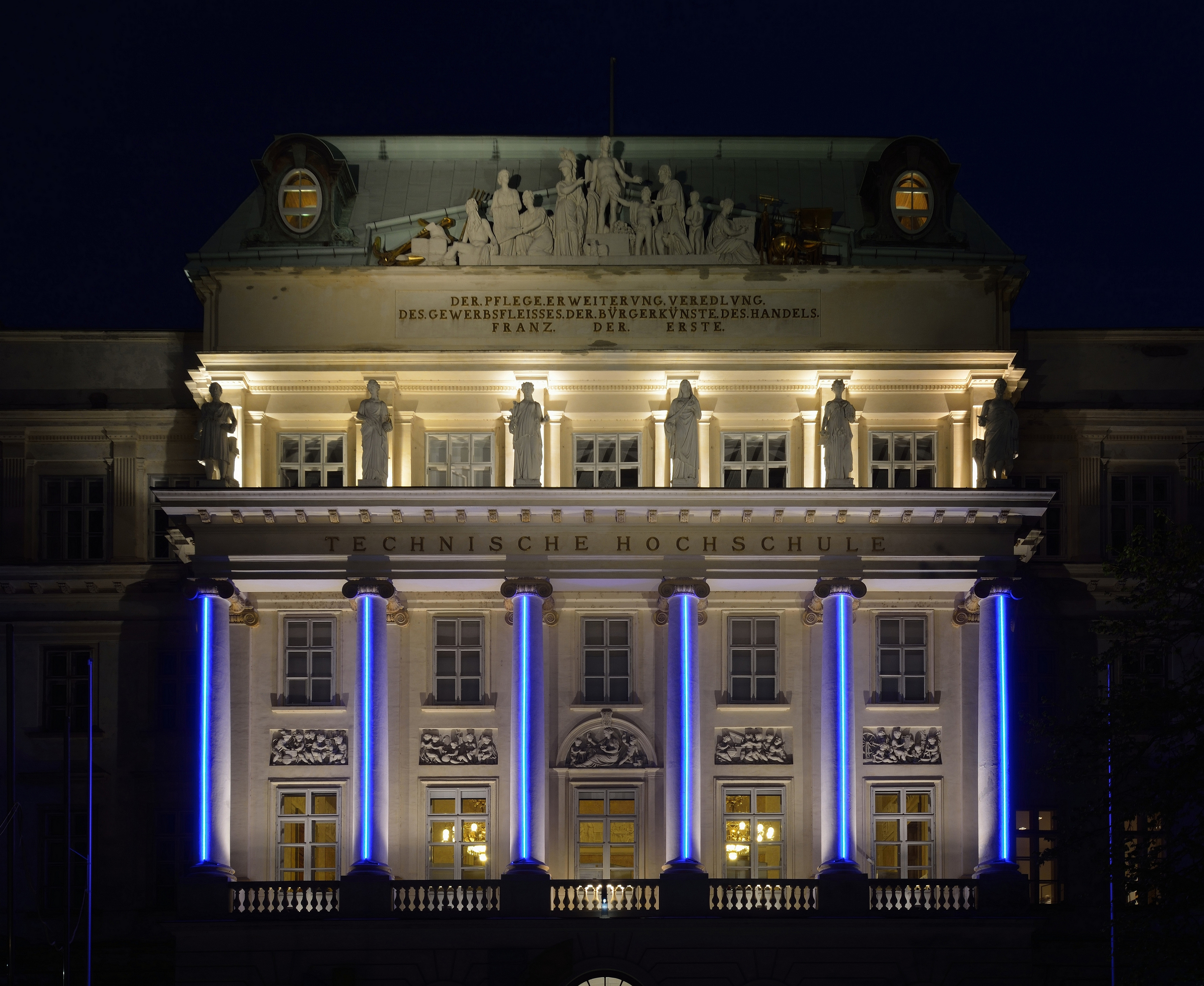
Fassadenbeleuchtung anlässlich der Langen Nacht der Forschung (2014)
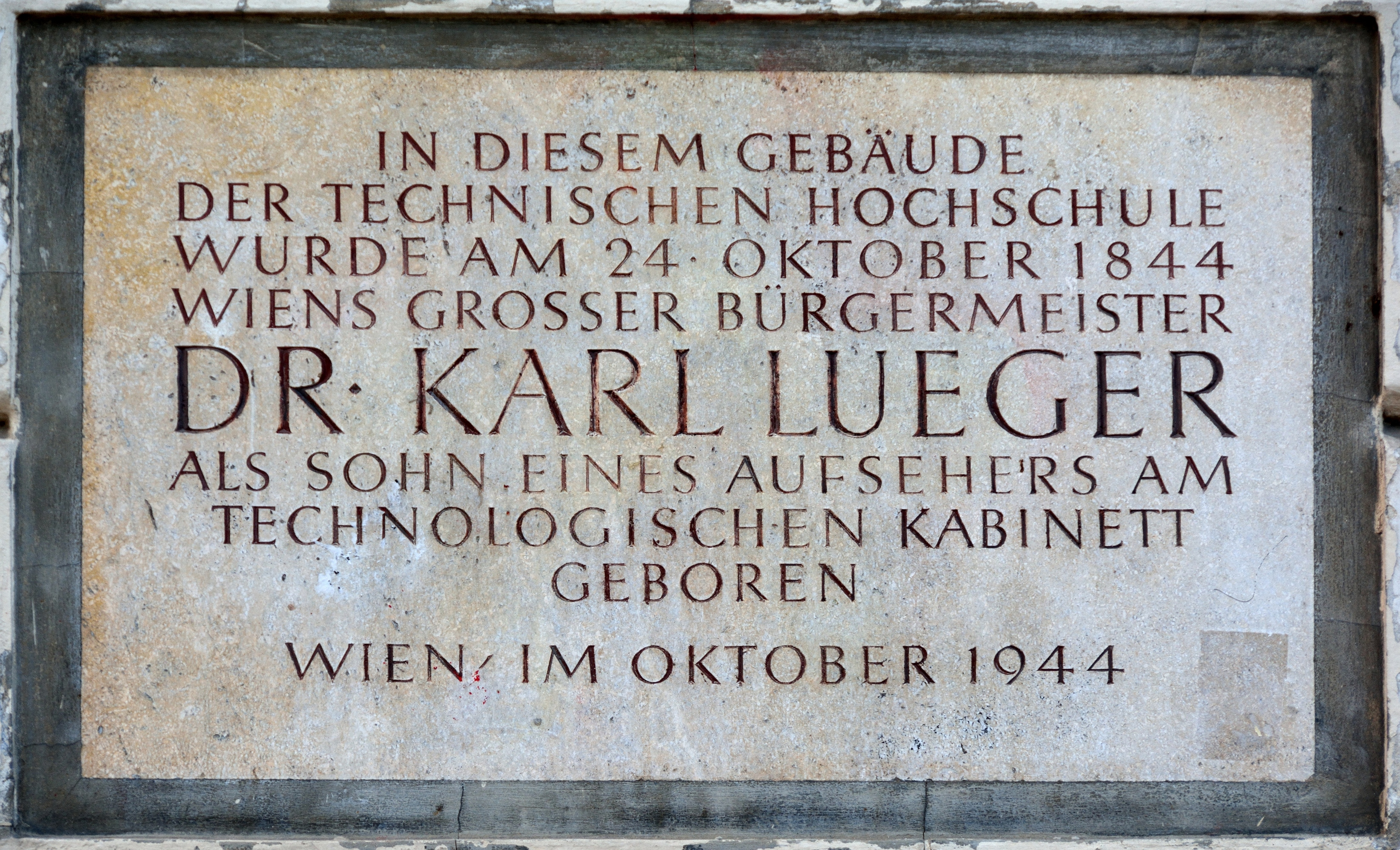
Gedenktafel für Karl Lueger
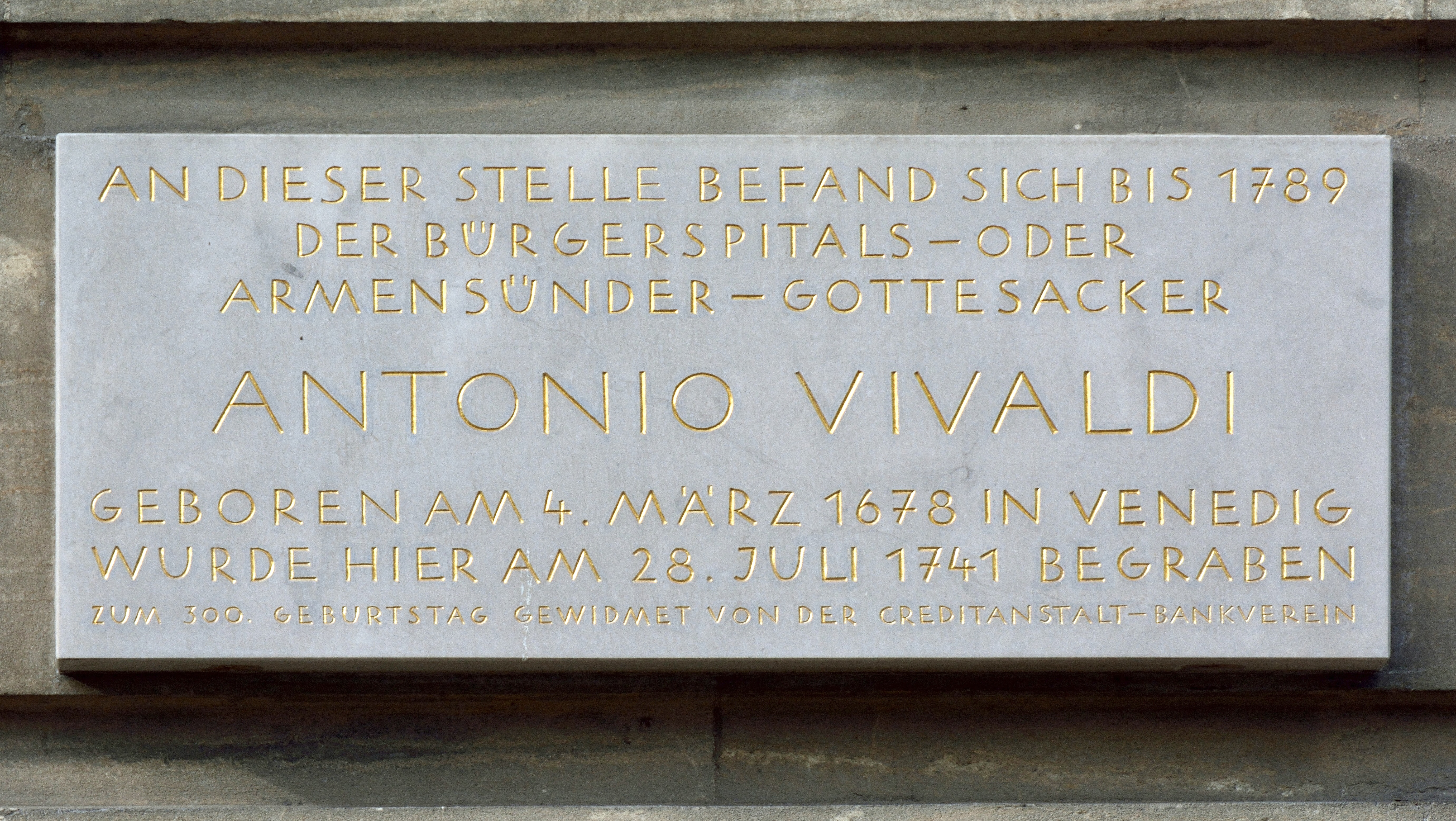
Gedenktafel für Antonio Vivaldi

Statuen über dem Zugang zum Karlstrakt:

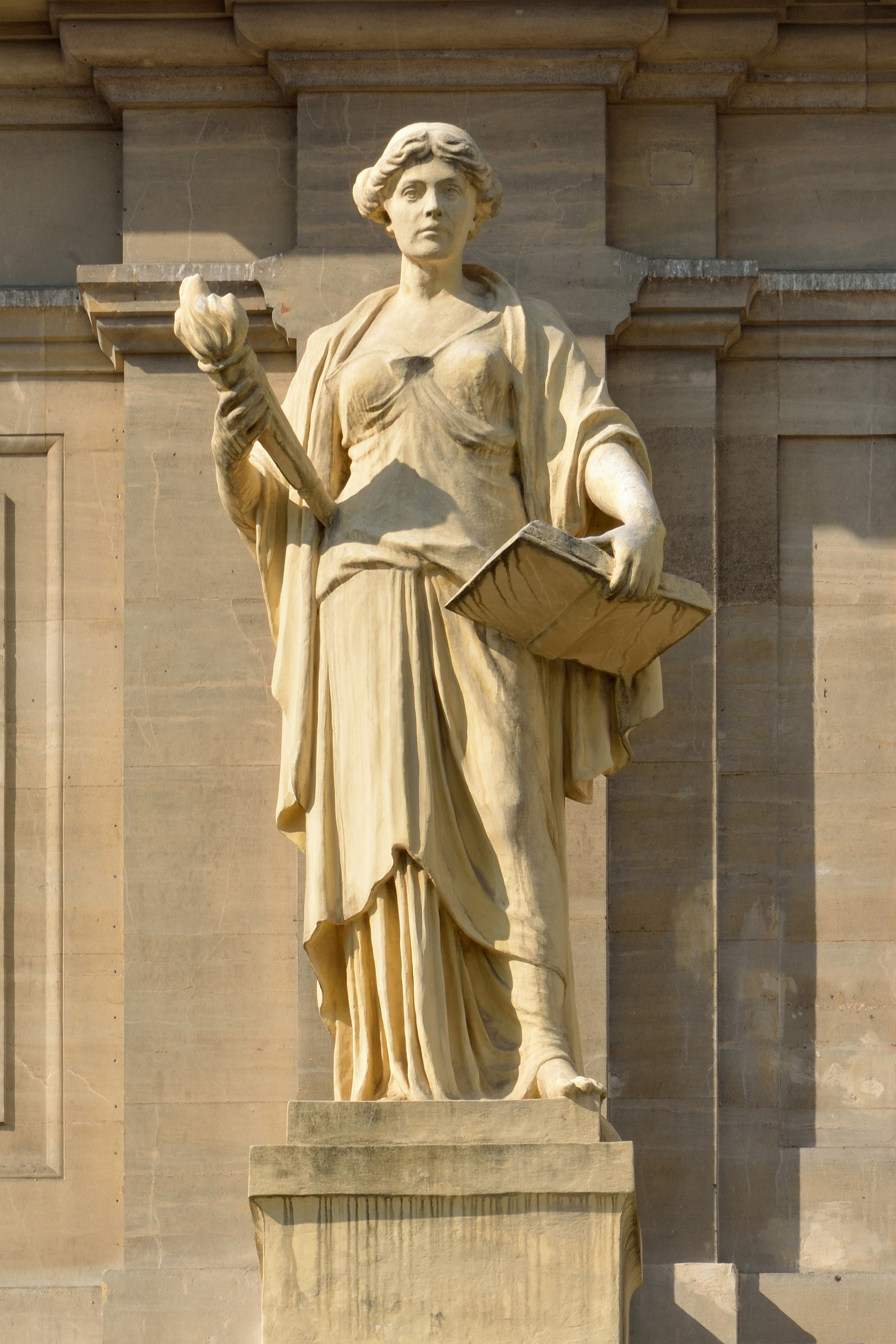
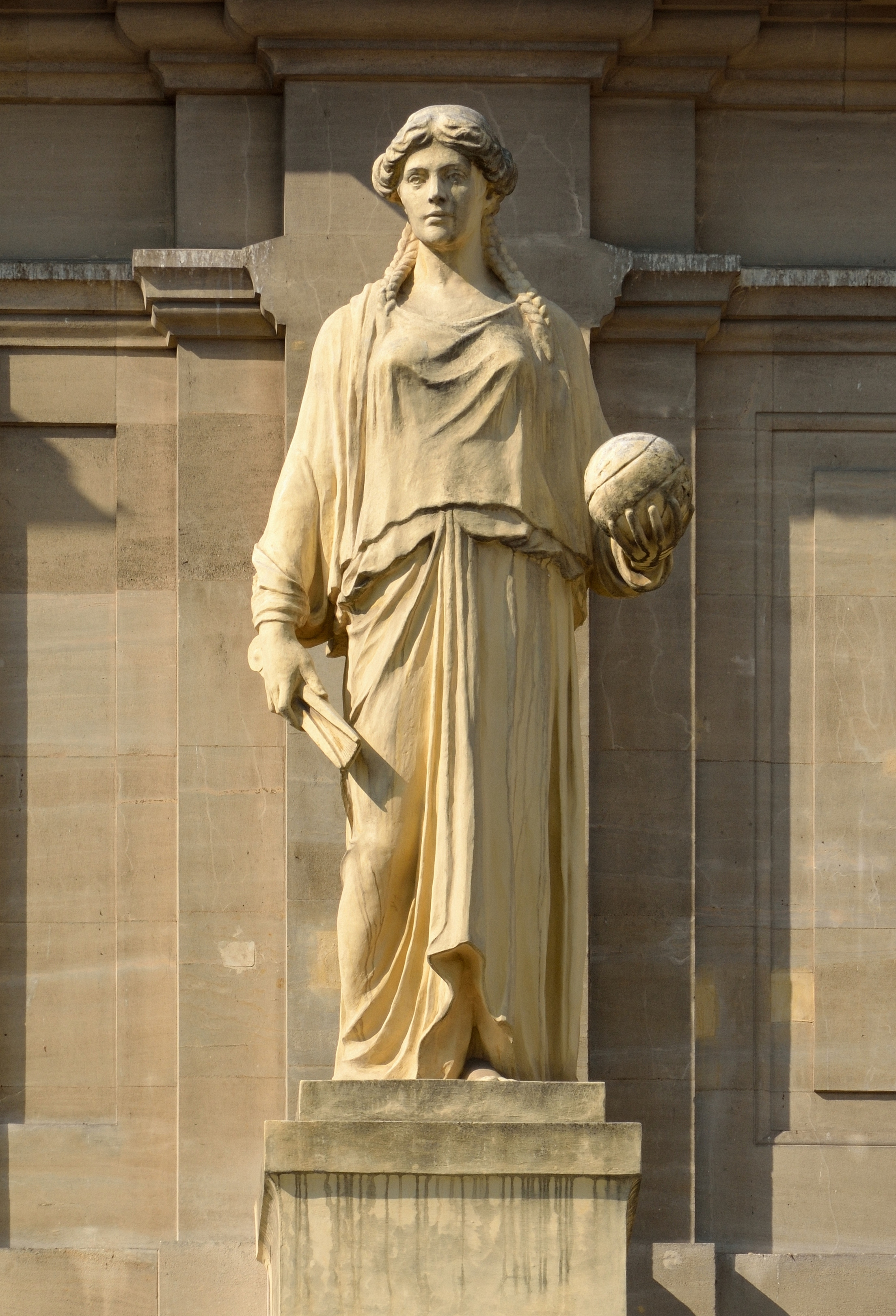
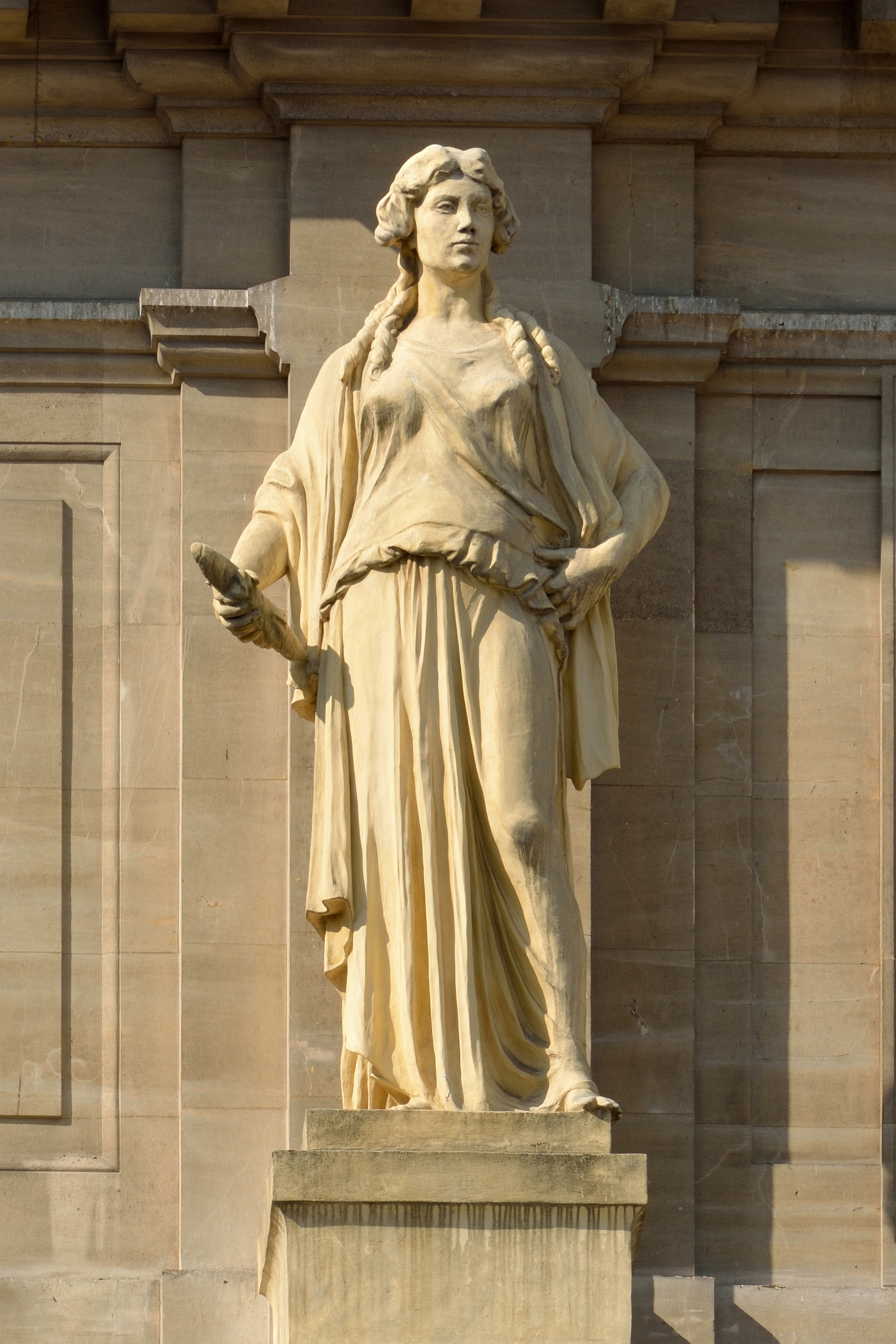
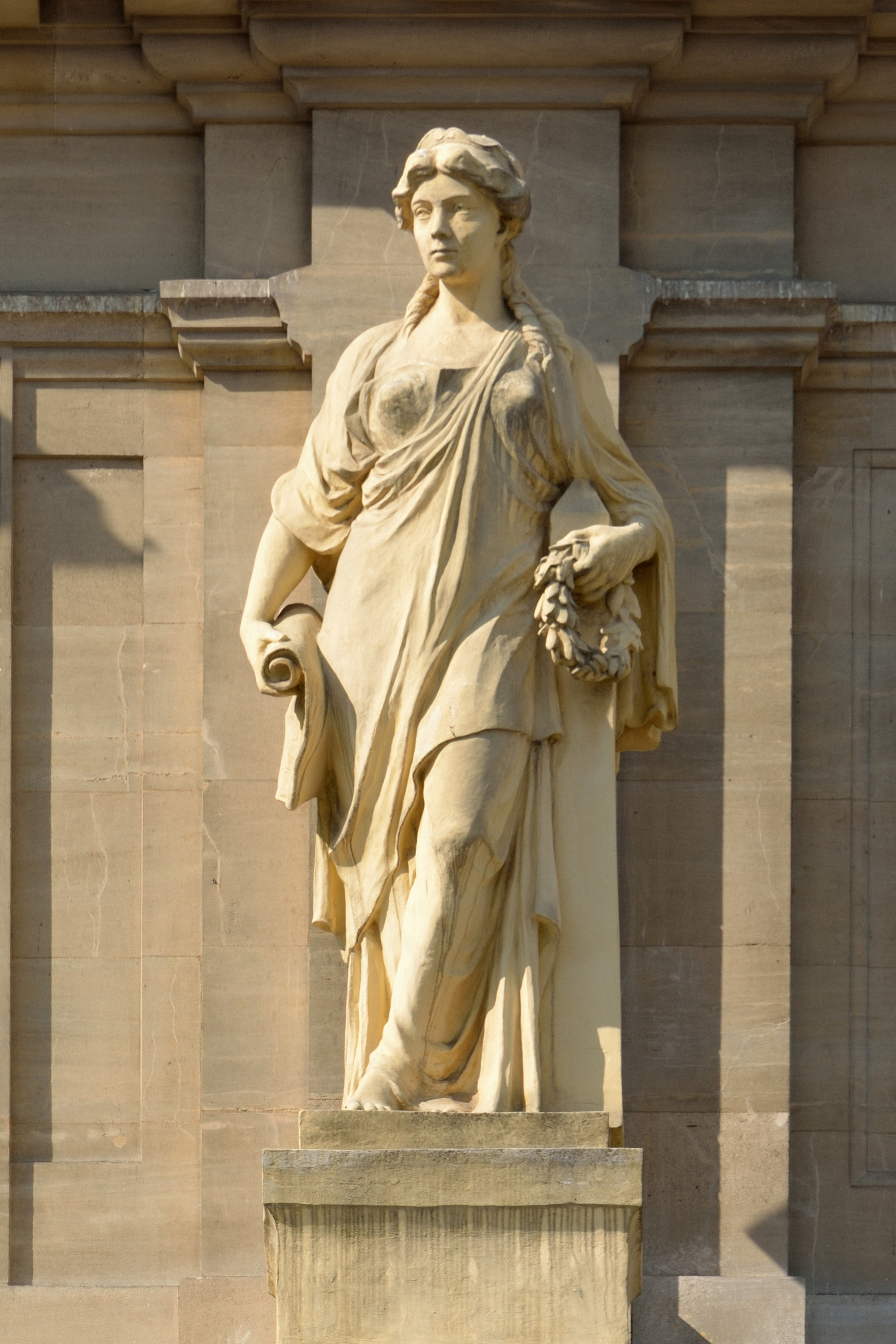